# Sound Rush
Sound Rush is een Nederlands dj- en producerduo bestaande uit Jeroen en Martijn Boeren (beiden geboren op 18 juli 1991). Sound Rush heeft onder andere opgetreden op Mysteryland, Defqon.1, Intents Festival en Tomorrowland.

## Discografie

### Albums & ep's
| Uitgave        | Type  | Label           | Jaar |
| -------------- | ----- | --------------- | ---- |
| Destination    | album | Destination     | 2024 |
| Brothers       | album | Art Of Creation | 2020 |
| Look At Us Now | ep    | Art Of Creation | 2018 |
| Lifetime       | ep    | Speqtrum        | 2016 |

| Titel                        | Artiest                              | Label           |
| ---------------------------- | ------------------------------------ | --------------- |
| Brothers                     | Sound Rush                           | Art Of Creation |
| One Of Us                    | Sound Rush & KELTEK                  | Art Of Creation |
| Thunder                      | Sound Rush & Da Tweekaz ft. XCEPTION | Art Of Creation |
| Embracing the Madness        | Sound Rush & D-Sturb                 | Art Of Creation |
| Inception                    | Sound Rush & Coone                   | Dirty Workz     |
| For You                      | Sound Rush                           | Art Of Creation |
| No One Ever Knows            | Sound Rush                           | Art Of Creation |
| Crazy                        | Sound Rush & Atmozfears              | Art Of Creation |
| Infinite Skies               | Sound Rush & Villain                 | Art Of Creation |
| Untamable (Tweekacore remix) | Sound Rush, Wildstylez               | Art Of Creation |

Singles / ep's
| Titel                                       | Artiest                                  | Jaar | Label                  |
| ------------------------------------------- | ---------------------------------------- | ---- | ---------------------- |
| Open Your Eyes                              | Sound Rush                               | 2014 | Derailed Traxx. Grey   |
| Froz3n                                      | Sound Rush                               | 2015 | Lose Control Music     |
| Adventure                                   | Sound Rush & Arkaine                     | 2015 | Scantraxx Silver       |
| If It's Silent                              | Sound Rush                               | 2015 | Q-Dance NEXT           |
| I Can't Stay                                | Sound Rush                               | 2015 | Lose Control Music     |
| Magical (Euphoria 2015 OST)                 | Sound Rush                               | 2015 | b2s Records            |
| Take Me Back                                | Sound Rush                               | 2015 | Q-Dance NEXT           |
| Unshakable                                  | Sound Rush ft. Exilium                   | 2016 | Lose Control Music     |
| Lifetime                                    | Sound Rush                               | 2016 | Speqtrum               |
| Worlds Of Space                             | Sound Rush                               | 2016 | Speqtrum               |
| United Forever                              | Sound Rush                               | 2016 | Speqtrum               |
| Cyborg                                      | Sound Rush                               | 2016 | Speqtrum               |
| The Final Enemy                             | Sound Rush                               | 2017 | HARD with STYLE        |
| Gods                                        | Sound Rush & Airtunes                    | 2017 | HARD with STYLE        |
| Take Me back (Kutski & Darren Styles Remix) | Sound Rush                               | 2017 | Keeping The Rave Alive |
| Back To The Roots                           | Sound Rush Ft. Eurielle                  | 2017 | HARD with STYLE        |
| Live Forever                                | Sound Rush                               | 2017 | Q-Dance Records        |
| Mystical Expedition                         | Sound Rush                               | 2017 | HARD with STYLE        |
| Find Me                                     | Sound Rush & DJ Isaac                    | 2017 | Dirty Workz            |
| Right Now                                   | Sound Rush & TNT                         | 2018 | The Saifam Group       |
| Rescue Me                                   | Sound Rush & Headhunterz                 | 2018 | Art Of Creation        |
| Unbreakable                                 | Sound Rush & Psyko Punkz & DJ Isaac      | 2018 | Dirty Workz            |
| We Live Dreams                              | Sound Rush ft. LXCPR                     | 2018 | Speqtrum               |
| One                                         | Sound Rush & Villain                     | 2018 | Q-Dance Records        |
| Inferno                                     | Sound Rush & Deetox ft. Elyn             | 2018 | Q-Dance Records        |
| Guide You                                   | Sound Rush                               | 2018 | Art Of Creation        |
| Look At Us Now                              | Sound Rush                               | 2018 | Art Of Creation        |
| Dark Knights                                | Sound Rush & Villain                     | 2018 | Speqtrum               |
| Take It All                                 | Sound Rush                               | 2019 | Art Of Creation        |
| Breakaway                                   | Sound Rush ft. Michael Jo                | 2019 | Art Of Creation        |
| Rhythm Of The Night                         | Sound Rush                               | 2019 | Art Of Creation        |
| Together As One                             | Sound Rush & Atmozfears ft. Michael Jo   | 2019 | Q-Dance Records        |
| Follow Me                                   | Sound Rush & Headhunterz                 | 2019 | Art Of Creation        |
| Turn It Up (Sound Rush Remix)               | Armin van Buuren                         | 2019 | Armada Music           |
| Untamable                                   | Sound Rush                               | 2019 | Art Of Creation        |
| Rebel (Sound Rush Remix)                    | D-Block & S-te-Fan                       | 2019 | Scantraxx Evolutionz   |
| Gezelligheid Kent Geen Spijt                | Sound Rush Ft. Frans Duijts              | 2019 | Q-Dance Records        |
| Army Of Fire                                | Sound Rush                               | 2019 | Q-Dance Records        |
| Take Me Away                                | Sound Rush & Da Tweekaz ft. Ruby Prophet | 2019 | Dirty Workz            |
| Sticks & Stones                             | Sound Rush                               | 2020 | Rave Culture           |
| Everytime We Touch (Sound Rush Remix)       | Cascada                                  | 2020 | Zoo Digital            |
| Brothers                                    | Sound Rush                               | 2020 | Art Of Creation        |
| One Of Us                                   | Sound Rush & KELTEK                      | 2020 | Art Of Creation        |
| Now And Forever                             | Sound Rush & Refuzion                    | 2020 | Art Of Creation        |
| Thunder                                     | Sound Rush & Da Tweekaz                  | 2020 | Art Of Creation        |
| Embracing The Madness                       | Sound Rush & D-Sturb                     | 2020 | Art Of Creation        |
| Inception                                   | Sound Rush & Coone                       | 2020 | Dirty Workz            |
| For You                                     | Sound Rush                               | 2020 | Art Of Creation        |
| Hypnotized                                  | Sound Rush & Rebelion                    | 2021 | Scantraxx              |
| Your Love (Atmozfears & Sound Rush Remix)   | Topmodelz                                | 2021 | Rave Culture           |
| Live Forever (D-Tunez Remix)                | Sound Rush                               | 2021 | Q-Dance Records        |
| Break My Fall                               | Sound Rush                               | 2021 | Art Of Creation        |